# Lista över fornlämningar i Falköpings kommun (Östra Tunhem)
Lista över fornlämningar i Falköpings kommun (Östra Tunhem) är en förteckning av ett urval av de fornlämningar som finns i Östra Tunhem i Falköpings kommun.
| Namn              | Lämningstyp      | Tillkomsttid | Historisk indelning         | Plats | Läge                 | ID-nr          | Bild                                 |
| ----------------- | ---------------- | ------------ | --------------------------- | ----- | -------------------- | -------------- | ------------------------------------ |
| Östra Tunhem 1:1  | Hög              |              | Östra Tunhem, Västergötland |       | 58.230713, 13.535840 | 10211300010001 | Ladda upp en bild av detta fornminne |
| Östra Tunhem 2:1  | Hög              |              | Östra Tunhem, Västergötland |       | 58.230377, 13.537807 | 10211300020001 | Ladda upp en bild av detta fornminne |
| Östra Tunhem 2:2  | Hög              |              | Östra Tunhem, Västergötland |       | 58.230124, 13.538281 | 10211300020002 | Ladda upp en bild av detta fornminne |
| Östra Tunhem 2:4  | Hög              |              | Östra Tunhem, Västergötland |       | 58.230126, 13.537276 | 10211300020004 | Ladda upp en bild av detta fornminne |
| Östra Tunhem 4:1  | Hög              |              | Östra Tunhem, Västergötland |       | 58.228702, 13.537509 | 10211300040001 | Ladda upp en bild av detta fornminne |
| Östra Tunhem 5:1  | Hög              |              | Östra Tunhem, Västergötland |       | 58.228830, 13.535902 | 10211300050001 | Ladda upp en bild av detta fornminne |
| Östra Tunhem 9:1  | Stensättning     |              | Östra Tunhem, Västergötland |       | 58.228799, 13.541501 | 10211300090001 | Ladda upp en bild av detta fornminne |
| Östra Tunhem 10:1 | Hög              |              | Östra Tunhem, Västergötland |       | 58.224602, 13.535946 | 10211300100001 | Ladda upp en bild av detta fornminne |
| Östra Tunhem 10:3 | Stensättning     |              | Östra Tunhem, Västergötland |       | 58.223679, 13.536157 | 10211300100003 | Ladda upp en bild av detta fornminne |
| Östra Tunhem 11:1 | Gravfält         |              | Östra Tunhem, Västergötland |       | 58.226367, 13.537607 | 10211300110001 | Ladda upp en bild av detta fornminne |
| Östra Tunhem 11:2 | Hög              |              | Östra Tunhem, Västergötland |       | 58.226772, 13.538162 | 10211300110002 | Ladda upp en bild av detta fornminne |
| Östra Tunhem 15:1 | Röse             |              | Östra Tunhem, Västergötland |       | 58.229695, 13.533793 | 10211300150001 | Ladda upp en bild av detta fornminne |
| Östra Tunhem 17:1 | Stensättning     |              | Östra Tunhem, Västergötland |       | 58.222296, 13.529255 | 10211300170001 | Ladda upp en bild av detta fornminne |
| Östra Tunhem 17:2 | Stensättning     |              | Östra Tunhem, Västergötland |       | 58.222113, 13.529010 | 10211300170002 | Ladda upp en bild av detta fornminne |
| Östra Tunhem 18:1 | Begravningsplats |              | Östra Tunhem, Västergötland |       | 58.225473, 13.526570 | 10211300180001 | Ladda upp en bild av detta fornminne |
| Östra Tunhem 18:2 | Kyrka/kapell     |              | Östra Tunhem, Västergötland |       | 58.225468, 13.526535 | 10211300180002 | Ladda upp en bild av detta fornminne |
| Östra Tunhem 19:1 | Hög              |              | Östra Tunhem, Västergötland |       | 58.220378, 13.531580 | 10211300190001 | Ladda upp en bild av detta fornminne |
| Östra Tunhem 20:1 | Hög              |              | Östra Tunhem, Västergötland |       | 58.217484, 13.532794 | 10211300200001 | Ladda upp en bild av detta fornminne |
| Östra Tunhem 22:1 | Stenkammargrav   |              | Östra Tunhem, Västergötland |       | 58.217308, 13.521423 | 10211300220001 | Ladda upp en bild av detta fornminne |
| Östra Tunhem 26:1 | Stenkammargrav   |              | Östra Tunhem, Västergötland |       | 58.198940, 13.528187 | 10211300260001 | Ladda upp en bild av detta fornminne |
| Östra Tunhem 27:1 | Stensättning     |              | Östra Tunhem, Västergötland |       | 58.225882, 13.532288 | 10211300270001 | Ladda upp en bild av detta fornminne |
| Östra Tunhem 28:1 | Gravfält         |              | Östra Tunhem, Västergötland |       | 58.225689, 13.530997 | 10211300280001 | Ladda upp en bild av detta fornminne |
| Östra Tunhem 35:1 | Stensättning     |              | Östra Tunhem, Västergötland |       | 58.230833, 13.537117 | 10211300350001 | Ladda upp en bild av detta fornminne |
| Östra Tunhem 36:1 | Hög              |              | Östra Tunhem, Västergötland |       | 58.224426, 13.525302 | 10211300360001 | Ladda upp en bild av detta fornminne |